# Марија Анђел
Марија Анђел је византијска племкиња, унука цара Алексија I Комнина. 
Марија је била ћерка Константина Анђела и византијске принцезе Теодоре Комнин. Маријина мајка била је ћерка византијског цара Алексија I Комнина и његове жене царице Ирине Дука. Дакле, Марија је била члан двеју византијских царских породица Комнина и Анђела. Она је тетка по оцу царева Алексија III Анђела и Исака II Анђела - синова њеног брата Андроника Дуке Анђела. 
Године 1160. Марија Анђел се удала за протостратора Константина Камица. Имали су двоје деце:
- непозната ћерка;
- Манојло Камица (око 1150 – око 1202);